# Municipio Pijijiapan
Koordinaten: 15° 41′ N, 93° 13′ W
Pijijiapan ist ein Municipio im Süden des mexikanischen Bundesstaats Chiapas. Das Municipio hat etwa 50.000 Einwohner und eine Fläche von 1762,8 km². Verwaltungssitz und größter Ort des Municipios ist das gleichnamige Pijijiapan.
Der Name Pijijiapan leitet sich vom Mam-Begriff pijiji für einen Schwimmvogel und dem Nahuatl-Wort apam für einen Ort mit Wasser ab.
Das Municipio hat Anteil an den Biosphärenreservaten El Triunfo und La Encrucijada.

## Geographie
Das Municipio Pijijiapan liegt im Südwesten des mexikanischen Bundesstaats Chiapas zwischen Seehöhe und 2500 m. Es zählt zur Gänze zur physiographischen Provinz der Cordillera Centroamericana; es liegt zu 99 % in der hydrologischen Region Costa de Chiapas und zu einem Prozent in der Region Grijalva-Usumacinta. Die Geologie des Municipios wird zu 48 % von Granit bestimmt bei 35 % Alluvionen und 13 % lakustrischen Ablagerungen; vorherrschende Bodentypen sind Regosol (34 %), Cambisol (21 %), Leptosol (15 %) und Solonchak (12 %). Etwa 52 % der Gemeindefläche werden von Weideland eingenommen, 34 % sind bewaldet, 9 % sind von Mangroven bedeckt.
Das Municipio Pijijiapan grenzt an die Municipios Tonalá, Villa Corzo, La Concordia und Mapastepec und an den Pazifischen Ozean.

## Bevölkerung
Beim Zensus 2010 wurden im Municipio 50.079 Menschen in 12.799 Wohneinheiten gezählt. Davon wurden 338 Personen als Sprecher einer indigenen Sprache registriert, darunter 179 Sprecher des Tzeltal. Über 15 Prozent der Bevölkerung waren Analphabeten. 17.709 Einwohner wurden als Erwerbspersonen registriert, wovon knapp 80 % Männer bzw. 1,25 % arbeitslos waren. Knapp 37 % der Bevölkerung lebten in extremer Armut.

## Orte
Das Municipio Pijijiapan umfasst 788 bewohnte localidades, von denen nur der Hauptort vom INEGI als urban klassifiziert ist. Neun Orte hatten zumindest 1000 Einwohner, 731 Orte weniger als 100 Einwohner. Die größten Orte sind:
| Ort                                   | Einwohner |
| Pijijiapan                            | 16.917    |
| Las Brisas                            | 01.718    |
| San Isidro                            | 01.626    |
| Joaquín Miguel Gutiérrez (Margaritas) | 01.617    |
| Tamaulipas (Joaquín Amaro)            | 01.567    |
| El Carmen                             | 01.416    |
| Hermenegildo Galeana                  | 01.158    |
| El Palmarcito                         | 01.135    |
| El Zapotal (La Esperanza)             | 01.031    |